# Innoventions
Het Innoventions-paviljoen is een onderdeel van Future World in Epcot in het Walt Disney World Resort in Florida. Het werd geopend op 29 september 1994. Daarvoor stond het paviljoen bekend onder de naam CommuniCore, dat geopend werd op 1 oktober 1982.

## Geschiedenis

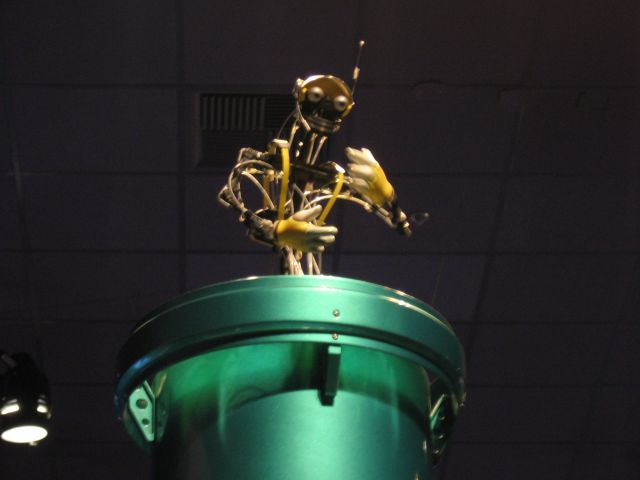
Tom Morrow 2.0

Innoventions werd geopend in 1994, waarmee het oorspronkelijke CommuniCore verving. Bedoeld als een gelegenheid voor tentoonstellingen over technologische vooruitgang en de koppeling hiervan met praktische toepassingen in het dagelijks leven, opende de eerste tentoonstelling destijds met de voor die tijd nieuwe Sega Genesis, Sega Game Gear, Sega 32X, Sega CD en de Sega Pico. Ook het concept van virtual reality had een rol in de tentoonstellingen van die tijd. In 1999 onderging Innoventions een grote verbouwing ten behoeve van Walt Disney World's millenniumviering in 2000, waarbij Innoventions de tagline "The Road to Tomorrow" kreeg. Tijdens deze periode had Innoventions ook een mascotte: Tom Morrow 2.0, bekend van de televisieserie Imagineer That! op Disney Channel. Tom Morrow 2.0 was ook in Innoventions te zien in de vorm van een audio-animatronic.
Tussen 2007 en 2008 onderging Innoventions wederom een grote verbouwing, werden de tagline en Tom Morrow 2.0 verwijderd en werd een nieuwe stijl geïntroduceerd samen met een digitale omgeving op "innoventions.disney.com" (een website die inmiddels is opgeheven). Op 30 april 2015 werd de westelijke vleugel van Innoventions, Innoventions West, gesloten. Hoewel deze vleugel nu gebruikt wordt als extra ruimte voor de Epcot Character Spot, geeft Disney aan dat een definitieve aankondiging voor het Innoventions-complex zal volgen in de toekomst.

### Lijst van voormalige tentoonstellingen

#### Innoventions East
- Apple Inc. - van 21 september 1994 t/m 31 januari 1998
- Bill Nye the Science Guy - van 15 april 1998 t/m 1 juni 1999
- House of Innoventions - van onbekend t/m oktober 2009
- Colortopia door Glidden - van november 2015 t/m 2018
- Communications Dream Forum, gesponsord door Motorola - van oktober 1995 t/m 1 mei 2003
- Discover the Stories Behind the Magic - 24 september 2001 t/m eind 2002
- Disney Interactive - van voorjaar 1996 t/m 3 september 1997
- Disney's Internet Zone, gesponsord door Disney.com - van onbekend tot voorjaar 2007
- Don't Waste It! door Waste Management, Inc. - van onbekend tot 12 juni 2007
- EPCOT Discovery Center - van najaar 1996 t/m 3 oktober 1998
- Family PC - van najaar 1995 t/m 1 juni 1999
- Fantastic Plastic Works, gesponsord door de Society of the Plastics Industry - van augustus 2004 t/m maart 2008
- Forests For Our Future, gesponsord door TAPPI - van onbekend t/m onbekend
- General Electric - van 1 juli 1994 t/m 1 juni 1999
- General Motors - van 1 juli 1994 t/m 1 juni 1999
- Hammacher Schlemmer - van 1 juli 1994 t/m 1 juni 1999
- Habit Heroes - van februari 2012 t/m januari 2016
- Honeywell - van 1 juli 1994 t/m najaar 1996
- Look Into the Future - van 1 oktober 1999 t/m 19 februari 2001
- Magic House Show - van 1 juli 1994 t/m najaar 1994
- Masco's Magic House Tour - van 1 juli 1994 t/m voorjaar [995
- Mission: SPACE Launch Center, gesponsord door Compaq en Hewlett-Packard - van mei 2001 t/m 2003?
- Mr. MIDI - van juni 1995 t/m september 1995
- Oracle Corporation's Information Highway - van oktober 1995 t/m 3 september 1997
- Website Construction Zone, gesponsord door GO.com - van 1 oktober 1999 t/m 19 februari 2001
- Opportunity City, gesponsord door Disney Online en de Kauffman Foundation - van 2004 t/m 1 november 2006
- StormStruck door FLASH - van 26 augustus 2008 t/m 14 september 2016
- The Sum Of All Thrills door Raytheon - van 14 oktober 2009 t/m 14 september 2016
- Take a Nanooze Break, gesponsord door de Cornell-universiteit en de National Science Foundation - van 2010 t/m 2015
- Test the Limits Lab door Underwriters Laboratories Inc. - van 2003 t/m 6 januari 2015
- VISION HOUSE door Green Builder Media - van 2010 t/m 2015

#### Innoventions West
- Rockin' Robots, gesponsord door KUKA
- The Great Piggy Bank Adventure, gesponsord door T. Rowe Price - van 19 mei 2009 t/m 19 mei 2015
- Alec Tronic
- Beautiful Science, gesponsord door Monsanto
- Bill Nye the Science Guy
- The Broadband Connection, gesponsord door AT&T
- Discover
- Eclectronics
- Enel/Infobyte VR Presentaiton
- Inspired by Vision
- The Great American Farm door American Farm Bureau
- Knowledge Vortex, gesponsord door Xerox
- LEGO Dacta
- IBM Thinkplace
- Medicine's New Vision, gesponsord door The Radiological Community
- Sega Genesis, Sega Game Gear, Sega 32X, Sega CD en de Sega Pico, gesponsord door Sega
- Segway central
- Slap Stick Studios, gesponsord door Velcro
- Silicon Graphics
- Time Warner
- Videonics
- Video Games of Tomorrow, gesponsord door Disney Interactive
- Walt Disney Imagineering Labs
- Where's the fire? door Liberty Mutual Insurance - van oktober 2004 t/m oktober 2014
- The Ultimate Home Theater Experience, gesponsord door Lutron
- Tom Morrow 2.0's Playground
- Epcot 25th Anniversary Gallery
- THINK door IBM - van 20 februari 2013 t/m 1 januari 2015

## Beschrijving
Het Innoventions-paviljoen is verdeeld in twee vleugels: Innoventions East en Innoventions West, waarvan de laatste op dit moment gesloten is. Op dit moment is in Innoventions East Colortopia (door Glidden) te vinden, een tentoonstelling over hoe kleur in het dagelijks leven een rol speelt. De tentoonstelling bestaat uit 3 interactieve onderdelen: Color Lab, Color Our World Studio en het Power of Color Theater.